# Ellen Bredefeldt
Ellen Marianne Ofelia Bredefeldt, född 30 maj 1978 i Maria Magdalena församling, Stockholm, är en svensk skådespelare.

## Biografi
Bredefeldt studerade vid Teaterhögskolan i Göteborg 2000–2004. Efter studierna har hon varit engagerad vid Backa Teater.[källa behövs] Hon är dotter till skådespelaren Gösta Bredefeldt, brorsdotter till skådespelaren Hans Bredefeldt och faster till skådespelarna Edvin, Nora och Einar Bredefeldt.

## Filmografi
- 2003 – En ö i havet (TV-serie)
- 2004 – 25-årsfesten (kortfilm)
- 2004 – Dom fyra sista siffrorna (kortfilm)
- 2006 – Komma hem (kortfilm)

## Teater

### Roller (ej komplett)
| År   | Roll                 | Produktion                                                               | Regi            | Teater                   |
| ---- | -------------------- | ------------------------------------------------------------------------ | --------------- | ------------------------ |
| 2006 | Gosekängurun         | Alkohålet Cristina Gottfridsson                                          | Göran Stangertz | Helsingborgs stadsteater |
| 2007 | Narren               | Trettondagsafton (Twelfth Night, or What You Will) William Shakespeare   | Michael Cocke   | Helsingborgs stadsteater |
| 2007 | Eva                  | Camping Klas Abrahamsson                                                 | Aslak Moe       | Helsingborgs stadsteater |
| 2008 | Smaragdsjöns gudinna | Fyrverkerimakarens dotter (The Firework-Maker's Daughter) Philip Pullman | Anette Norberg  | Helsingborgs stadsteater |

### Fotnoter
1. 1 2 3  ”Ellen Bredefeldt”. Svensk Filmdatabas. http://sfi.se/sv/svensk-filmdatabas/Item/?type=PERSON&itemid=263620&ref=%2ftemplates%2fSwedishFilmSearchResult.aspx%3fid%3d1225%26epslanguage%3dsv%26searchword%3dEllen+Bredefeldt%26type%3dPerson%26match%3dBegin%26page%3d1%26prom%3dFalse. Läst 22 oktober 2012.